# Vacuum Diagrams
Vacuum Diagrams  (Diagrame de vid) este o colecție de povestiri științifico-fantastice din seria Xeelee Sequence creată de scriitorul britanic Stephen Baxter. A apărut prima dată în 1997 la editura HarperCollins (Voyager Books). A câștigat în 1999 Premiul Philip K. Dick.
Colecția conectează romanele Xeelee Sequence și prezintă, de asemenea, istoria omenirii în universul Xeelee și, în cele din urmă, a universului. În timp ce fiecare povestire din colecție este autonomă, acestea sunt prezentate ca fiind conținute în contextul primei povestiri, „Eva”, despre un bărbat (aparent Jack Raoul din porțiunea cronologiei despre Silver Ghosts, Fantomele de Argint) care este obligat să asiste la evenimentele din povestiri de către o ființă asemănătoare unui zeu. „Eva” acționează ca o structură pentru povestiri, cu o introducere la începutul Vacuum Diagrams, scene scurte care apar între fiecare „epocă” (cu personajul „Eva” care explică și introduce următoarea secțiune) și un final care încheie complotul pentru povestea „Evei” în sine. 

## Cuprins
Vacuum Diagrams conține următoarele povești (toate publicate anterior, cu excepția „Eve”): 
- Prolog: Eve
- Era: Expansion
  - "The Sun-People" (published 1993)
  - "The Logic Pool" (1994)
  - "Gossamer" (1995)
  - "Cilia-of-Gold" (1994)
  - "Lieserl" (1993)
- Era: Squeem Occupation
  - "Pilot" (1993)
  - "The Xeelee Flower" (1987)
  - "More Than Time or Distance" (1988)
  - "The Switch" (1990)
- Era: Qax Occupation
  - "Blue Shift" (1989)
  - "The Quagma Datum" (1989)
  - "Planck Zero" (1992)
- Era: Assimilation
  - "The Gödel Sunflowers" (1992)
  - "Vacuum Diagrams" (1990)
- Era: The War to End Wars
  - "Stowaway" (1991)
  - "The Tyranny of Heaven" (1990)
  - "Hero" (1995)
- Era: Flight
  - "Secret History" (1991)
- Era: Photino Victory
  - "Shell" (1987)
  - "The Eighth Room" (1989)
  - "The Baryonic Lords" (1991)
- Epilog: Eve

## Vezi și
- Listă de ficțiuni cu călătorii în timp
- 1997 în științifico-fantastic

## Legături externe
- Vacuum Diagrams at Worlds Without End
- Site web oficial